# EQUULEUS
EQUULEUS, acronyme de EQUilibriUm Lunar-Earth point 6U Spacecraft, est un nano-satellite de format CubeSat 6U développé par l'Université de Tokyo et l'agence spatiale japonaise (JAXA) qui doit tester des techniques de navigation aux alentours du point de Lagrange L2 du système Terre-Lune ne nécessitant que très peu d'énergie. Les objectifs secondaires sont l'étude de la plasmasphère près de la Terre et la détection des flashes à la surface de la Lune signalant des impacts de météorites. Le satellite a été lancé au cours du premier vol de la fusée Space Launch System (mission Artemis I) le 16 novembre 2022.

## Caractéristiques techniques
EQUULEUS est un nano-satellite de format CubeSat 6U, c'est-à-dire que ses dimensions, sa masse et plusieurs de ses caractéristiques sont imposées par ce standard. C'est un parallélépipède rectangle de 10 × 20 × 30 cm avant déploiement de ses appendices (panneaux solaires, antennes, ...). La plupart des équipements sont des versions miniaturisées de la sonde spatiale japonaise expérimentale de 50 kg PROCYON. Pour remplir sa mission, le satellite est stabilisé 3 axes à l'aide d'un système XACT-50 de Blue Canyon Technologies acquis sur étagère comprenant un viseur d'étoiles, quatre capteurs solaires, une centrale à inertie et des roues de réaction. La précision du pointage est d'environ 0,02 degré. Le CubeSat dispose de panneaux solaires, déployés en orbite qui fournissent plus de 50 watts. Ces panneaux solaires sont orientables avec un degré de liberté. La propulsion est réalisée par 6 petits moteurs-fusées de type résistojet qui éjectent de l'eau avec une impulsion spécifique supérieure à 70 secondes. Le CubeSat emporte environ 1,2 litre d'eau qui fournit un delta-V supérieur à 70 m/s. L'ensemble occupe 2,5 U, soit environ 40% du volume du satellite. Les télécommunications sont réalisées à l'aide d'un émetteur-récepteur fonctionnant en bande X,.

## Instruments scientifiques
EQUULEUS emporte trois instruments scientifiques :
- PHOENIX (Plasmaspheric Helium ion Observation by Enhanced New Imager in eXtreme ultraviolet) est un télescope observant dans l'ultraviolet extrême qui doit cartographier la plasmasphère de la Terre. Ces observations vont compléter celles déjà effectuées in situ par le petit satellite japonais ERG placé en orbite en 2016 ainsi que par les engins spatiaux de la NASA Van Allen Probes lancés en 2012. Les données recueillies devraient permettre d'améliorer notre compréhension des caractéristiques du rayonnement autour de la Terre. PHOENIX comprend un télescope doté d'un miroir de 60 millimètres de diamètre avec un revêtement multi-couches optimisé pour réfléchir la raie spectrale de l'ion hélium (30,4 nanomètres) qui forme plus de 10% de la composition de la plasmasphère[1].
- CLOTH (Cis-Lunar Object Detector within Thermal Insulation) identifie et évalue les impacts de météorites au niveau de la Lune en utilisant des détecteurs installés dans le revêtement isolant multi-couches du satellite.
- DELPHINIUS (DEtection camera for Lunar impact PHenomena IN 6U Spacecraft) est le premier instrument qui observera les flash lumineux des météorites sur la face cachée de la Lune. Ces données permettront d'évaluer le flux global de météorites et contribuera à mesurer le risque associé pour les activités humaines et les équipements installés qui se situeront dans le futur à la surface de la Lune.

## Déroulement de la mission

Animation de l'orbite d'EQUULEUS (en violet) par rapport à la Terre (en bleu) et la Lune (en vert).

EQUULEUS et 9 autres CubeSats constituent la charge utile secondaire de la mission Artemis I dont le lancement a eu lieu en novembre 2022. Celle-ci est embarquée sur le premier vol de la fusée Space Launch System dont l'objectif principal est de tester le vaisseau Orion et le fonctionnement du nouveau lanceur. Les CubeSats sont stockés dans l'adaptateur qui relie le second étage du lanceur avec le vaisseau spatial. Ils sont placés sur une trajectoire d'injection vers la Lune. L'objectif principal de la mission est de rejoindre le point de Lagrange L2 du système Terre-Lune. Il devrait y parvenir au bout de 6 mois en modifiant sa vitesse de moins de 10 m/s en utilisant à plusieurs reprises l'assistance gravitationnelle de la Lune.